# Johann Franz Schenk von Stauffenberg

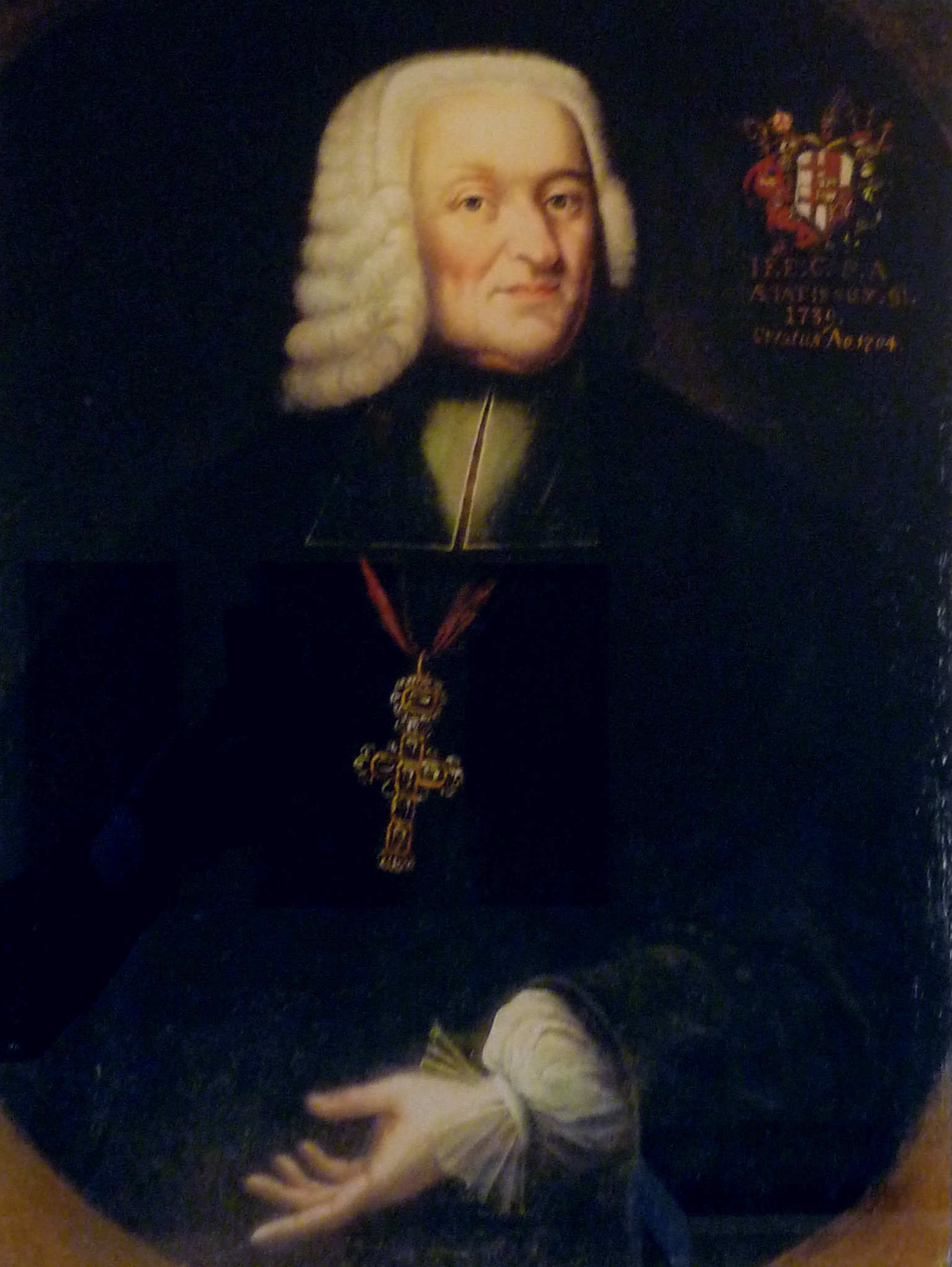
Johann Franz Schenk von Stauffenberg

Johann Franz Schenk von Stauffenberg (* 18. Februar 1658 in Lautlingen; † 12. Juni 1740 in Meßkirch) war Fürstbischof von Konstanz und Augsburg.

## Leben

### Kindheit
Johann Franz Schenk von Stauffenberg wurde am 18. Februar 1658 in Lautlingen (heute Stadtteil von Albstadt) als vierter von fünf Söhnen von Wolfgang Friedrich Schenk von Stauffenberg und Anna Barbara geb. von Wernau, geboren. Sechs Tage später taufte man das Kind in der Pfarrkirche St. Johannes, die nur wenige Meter vom heimatlichen Schlossbezirk entfernt liegt.
Als Paten fungierten der amtierende Fürstbischof des Bistums Konstanz, Franz Johann Vogt von Altsummerau und Prassberg, der entfernt verwandt war, und die Äbtissin des Klosters Buchau, Marie Franziska von Montfort (ca. 1660–1742, ab 1693 Äbtissin von Buchau).

### Domherr
Sein Studium absolvierte Johann Franz 1675 in Dillingen an der Donau, ehe er 1667 die Domherrenpfründe in Konstanz erhielt. Die Eltern des jungen Domherren verstarben früh, der Vater 1676 und die Mutter 1681 als der Sohn 23 Jahre alt war. Somit stand er damals noch unter der Vormundschaft seiner beiden Onkel Hans Georg von Wernau und Franz Wilhelm von Stain.
1682 erhielt er eine weitere Domherrenpfründe in Augsburg. Als Kaiser Leopold I aus dem Hause Habsburg am 20. Januar 1698 die fünf Lautlinger Gebrüder Stauffenberg mit ihren Vettern in den erblichen Freiherrenstand erhob, wird Johann Franz als Domsänger in Konstanz bezeichnet.

### Bischof von Konstanz

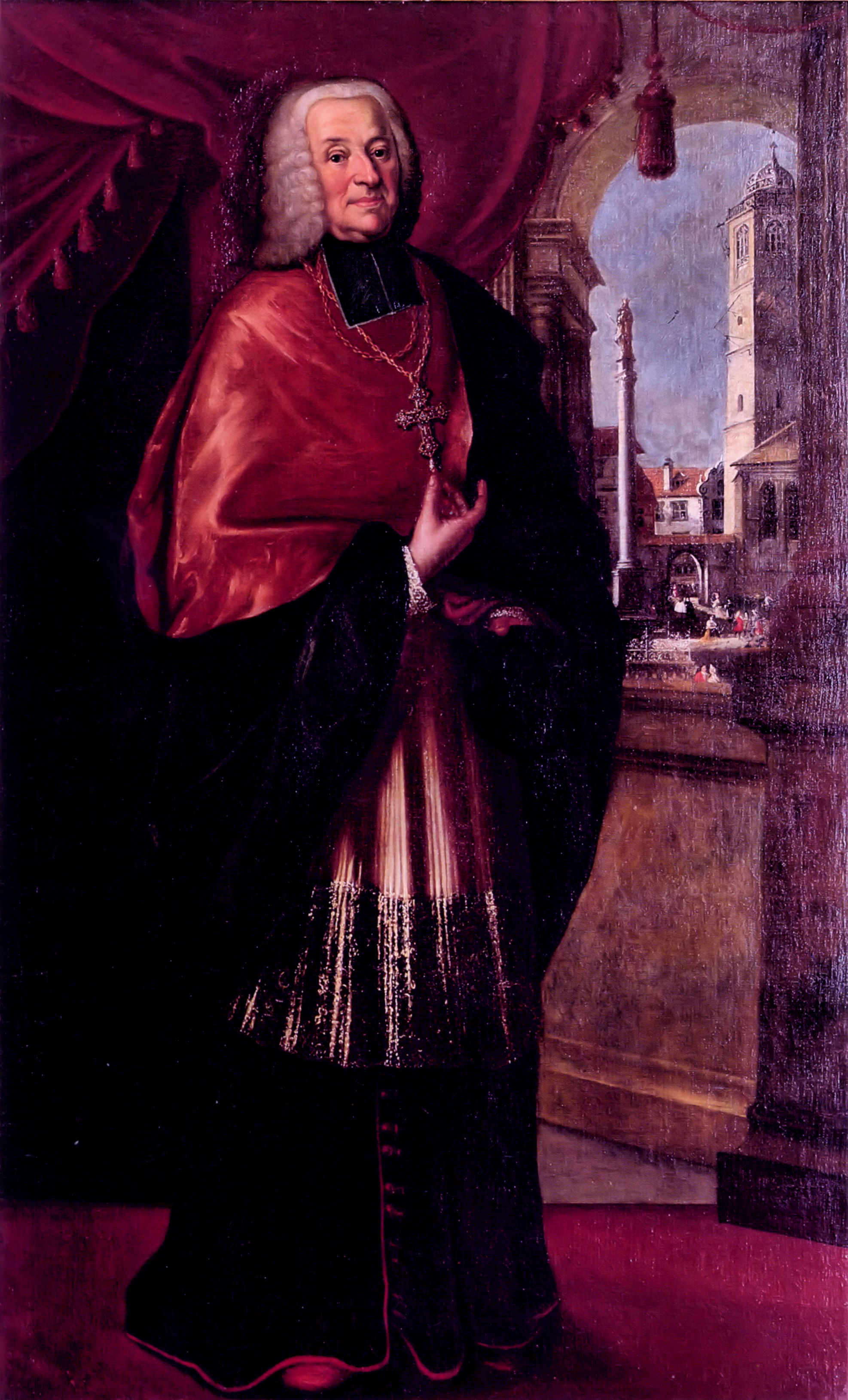
Stauffenberg als Fürstbischof von Konstanz in vollem Ornat, im Hintergrund das Konstanzer Münster

Allerdings war er bereits seit 1694 Koadjutor (Bischofsstellvertreter mit dem Recht der Nachfolge im Falle der Sedisvakanz) des Konstanzer Bischofs Marquard Rudolf von Rodt.
Bischof von Rodt verstarb am 10. Juni 1704 und die Frage der Neuwahl war nicht nur für das Domkapitel und die Diözese Konstanz, sondern auch für die Reichsregierung sehr wichtig. Im Lande wurden die spanischen Erbfolgekriege ausgetragen und auf dem Schlachtfeld operierten die mit Bayern verbündeten Franzosen. Somit waren Ränkespiele zu erwarten. Allerdings kamen die weiteren Vorschläge seitens des Kaisers nicht mehr zur Vorlage; am 21. Juli 1704 um halb drei Uhr wurde gewählt. Während zunächst auf den Schenken von Stauffenberg 5, auf den Bischof von Augsburg 3 und auf den Kandidaten der Praßberg ebenfalls 3 Stimmen entfielen, wurde Johann Franz Schenk Freiherr von Stauffenberg um 5 Uhr einstimmig gewählt. Das Bistum Konstanz, um 595 gegründet, war das flächenmäßig größte Bistum im Heiligen Römischen Reich. Der gewählte Bischof war zudem weltlicher Herrscher über das flächenmäßig kleinere Gebiet des Hochstifts Konstanz.
Der neue Bischof wusste, dass sein Amt nicht leicht zu tragen sein würde. Er schrieb am 24. Juli 1704 eine Anzeige an Papst Clemens XI., dass die Wahl unter Vorsitz des Nuntius einstimmig auf ihn gefallen sei, „auf meine Schultern, die gewiß einer solchen Last nicht gewachsen sind“.
Das Bistum war damals in einer trostlosen Lage. Die hohen Schulden der Vorgänger drückten schwer, die Kapitalien in der Schweiz, die damals auch zu einem Teil zum Bistum gehörte, waren nicht verfügbar. Diplomatisches Geschick war notwendig, um die Situation wieder zu festigen. Die Bischofspfalz in Konstanz war in einem so erbärmlichen Zustand, dass sein Vorgänger in seinem „überaus schlechten Schloss“ in der Schweiz verstorben war. Dazu kamen weitere Schwierigkeiten, die die Reichsritterschaft und die Reichsregierung betrafen. Für den Fürstbischof allerdings waren die Interessen des hohen Domstifts und des Bistums durchaus identisch mit denen der Reichsritterschaft, aus der er ja gebürtig stammte und mit der er zeit seines Lebens über die vier Brüder verbunden blieb.

### Bischof von Augsburg
Später bemühte sich Johann Franz auch um die Koadjutorwürde von Augsburg. Der dortige Bischof Alexander Sigmund von Pfalz-Neuburg, sein Rivale bei der Bischofswahl 1704, konnte die Geschäfte aufgrund einer „anhaltenden, schweren Unpässlichkeit“ nicht mehr leiten. Die schwere Geisteskrankheit machte die Wahl eines Koadjutors vonnöten. Nachdem sich Johann Franz 1712/13 vergeblich um dieselbe Kür in Würzburg beworben hatte, nahm man ihn hierfür in Aussicht. Aber auch hier wurden Allianzen geschmiedet und im Hintergrund Ränkespiele geführt. Am 11. Juni 1714 schließlich wählte das Augsburger Domkapitel ihn mit Zweidrittelmehrheit zum Koadjutor. Auch der Kurfürst Johann Wilhelm von der Pfalz, Bruder des erkrankten Bischofs, gratulierte zur Wahl. Der sehr „laidige Zustand“ seines Bruders war ihm wohlbekannt. Kaiser Karl VI. billigte die Wahl ausdrücklich. Der Fürst von Löwenstein durfte dessen Gratulation aussprechen.
In der Regierungszeit von Johann Franz gab es mannigfaltige Streitereien, vor allem aber Beschwerden über österreichische Beamte. Grund dafür war die innere Zerrissenheit des Bistums selbst: Viele seiner zum einen in der Schweiz, zum anderen in Deutschland liegenden Gebiete war der Reformation anheimgefallen und auch im deutschen Teil gab es viele verschiedene Herrschaftsbereiche, von denen die vorderösterreichischen Lande den größten bildeten. Im vorderösterreichischen Gebiet lag die Bischofsstadt Konstanz, die Residenz Meersburg aber nicht. Der Bischof wohnte aber auch einige Zeit als Abt des Klosters Reichenau im Schloss Hegne. Die gegenseitigen Beschuldigungen und Rechtsfragen führten zu Beschwerden bei Kaiser und Papst. Diplomatische Verstimmungen waren programmiert.
Auch im Augsburger Domkapitel hatte sich gegen den Koadjutor eine kräftige Opposition gebildet. In intrigantem Spiel wollte man den neuen Verwalter des Bistums möglichst schnell zur Resignation bringen. Der kranke Bischof Alexander wurde teils für gesund erklärt, die Regierungsgeschäfte allerdings wollten die „grauen Eminenzen“ im Hintergrund führen. Fürstbischof Johann Franz hatte also allerlei Kämpfe zu bestehen, ehe er 1737 nach dem Tod des Vorgängers die Augsburger Verwaltung endgültig in die Hände nehmen konnte.
Johann Franz bemühte sich sparsam zu walten, dennoch konnte er die Schulden seiner Vorgänger, die in Generationen angehäuft worden waren, nicht komplett tilgen. Der Stauffenberger erließ in seiner Amtszeit außerdem Vorschriften für den Lebenswandel der Geistlichen und übermittelte 1724 dem Domkapitel ein Perückenverbot für Weltgeistliche, das der Nuntius Kardinal Palucci in Luzern erlassen hatte. Auch um das Verbot abwegiger theologischer Schriften bemühte er sich intensiv. Über die innere Regierung von Johann Franz schreibt Hermann Baier im Jahre 1927: „Seine für das Hochstift Konstanz segensreiche Regierung hat leider bis jetzt nicht die ihr gebührende Würdigung gefunden.“ Man darf sagen, dass ihm diese Würdigung bis heute nicht zuteilwurde.

### Alter und Tod

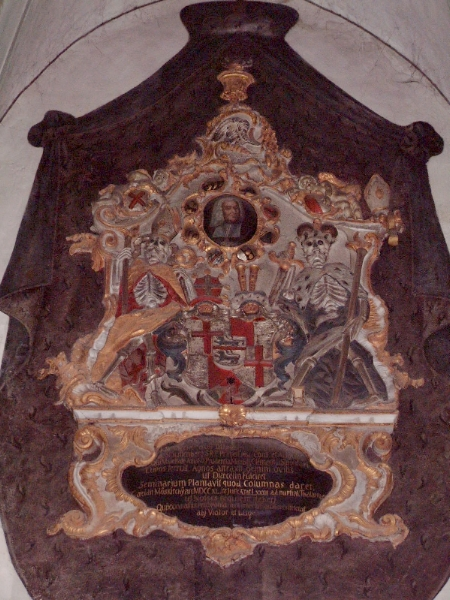
Epitaph im Konstanzer Münster

Nachdem er schon lange über Gesundheitsbeschwerden klagte und die Reisefähigkeit des nunmehr 82-jährigen eingeschränkt war, sollte eine letzte Dienstreise ihm den Tod bringen. Von Dillingen aus über Meersburg und Hegne führte sie ihn nach Meßkirch, wo Fürst Froben Ferdinand von Fürstenberg und dessen Frau Marie Therese Gräfin von Sulz ihre goldene Hochzeit feierten. Nach dem feierlichen Gottesdienst, „da er in das Zimmer eingetreten, annoch in habitu episcopali“ (im Bischofshabit), ereilte ihn am 12. Juni 1740 der Tod.
Gemäß seinen Verfügungen wurde er im Münster zu Konstanz beigesetzt. Sein Grab befindet sich unter dem Fußboden am Nordeingang. Über dem Portal befindet sich das Epitaph mit acht Ahnenwappen und der lateinischen Inschrift: „Steh, Wanderer, und lies! Hier ruht der Ehrwürdige und Hohe Herr, Herr Johann Franz aus den Freiherren Schenck von Stauffenberg, des Heiligen Römischen Reichs Fürst und Bischof von Konstanz und Augsburg, der mir freundlicher Majestät, mit wunderbarer Klugheit, mit einzigartiger Milde die Wölfe abschreckte, die Lämmer anzog; dass die Kirche lange eine Stütze sei, errichtete er das Seminar, das ihr die Säulen geben sollte. Er starb in Meßkirch am 12. Juni 1740 im Alter von 82 Jahren am Hochzeitsfeste, damit du wissest, dass Ruhe gebühre dem, der 36 Jahre lang für die ihm anvertraute Braut unter höchster Anstrengung gestanden hatte. Geh, Wanderer, und traure!“
Eines von vielen Gemälden zeigt den Fürstbischof im schwarzen Habit, mit dem großen Pektorale. Wie genau das Bild ist, können wir daran sehen, dass bei einer Graböffnung am 12. Februar 1946 ebendieses Kreuz, mit eng aneinandergereihten großen blauen Steinen zum Vorschein kam. Damals wurde der Steinbelag des Münsters erneuert. Es zeigte sich, dass der Fürstbischof in einem ganz einfachen Holz- und Metallsarg ohne jeglichen Schmuck bestattet wurde. Das Skelett war erhalten. Ebenfalls ein blauer Stein zierte den Bischofsring auf dem goldverzierten Pontifikalhandschuh. Als Bischofsstab fungierte ein einfacher Holzstab.
Der Historiker des Hochstifts Konstanz Reinhard schreibt in den 1970er-Jahren, dass Johann Franz „für einen der tüchtigsten und auch erfolgreichsten Bischof“ gelten darf.

## Bauten

Alte Lautlinger Pfarrkirche um 1910

Von Johann Franz ist bekannt, dass er sich in großem Maße für die ordentliche Ausstattung seiner Pfarrkirchen einsetzte. Zahlreiche von ihm unterstützte und angeordnete Bauvorhaben sind bekannt und mancher Bau durfte sich mit seinem Wappen schmücken. Gerade kleinere Dorfkirchen erfreuten sich seiner Unterstützung. Auch das Kirchlein in Lautlingen erfuhr seine Güte. Im Dreißigjährigen Krieg zerstört, war es als größere Kapelle von seinen Eltern aufgebaut worden. 1725 wurde die Kirche vergrößert und ein Barockturm gebaut der einen Dachreiter ablöste. Nur die finanzielle Unterstützung seines Bruders Johann Wilhelm und des Fürstbischofs selbst konnte der kleinen Gemeinde diese Baumaßnahme ermöglichen.
Sein ganz besonderes Anliegen aber war die Errichtung eines Priesterseminars. Bereits im Jahre 1714 forderte er Beisteuern für diesen Zweck an. Später wurde auch mit der Stadt Konstanz wegen eines geeigneten Geländes verhandelt. Nachdem er dort auch seine neue Residenz bauen wollte, schlug man einen Grundstückstausch vor, den der Rat der Stadt allerdings ablehnte. Beide Bauvorhaben wurden danach in Meersburg verwirklicht.
Als Baumeister konnte Johann Franz Pater Christof Gessinger aus dem Georgenkloster Isny verpflichten. Der Rheinländer, dessen Vater unbekannt ist, war ein Künstler dessen eigenwilliges Temperament und seine großen Fähigkeiten bekannt waren.
1715 wurde Pater Gessinger fürstbischöflicher Oberbauinspektor in den Bistümern Konstanz und Augsburg mit entsprechender Besoldung. Er wurde auch am Familiensitz des Fürstbischofs in Wilflingen (heute Gemeinde Langenenslingen) beschäftigt, wo er das dortige alte Schloss komplett umbaute und mit vier Ecktürmen versah.
Im Jahre 1730 wurde der Bau des Priesterseminars östlich des Neuen Schlosses begonnen. Zu diesem Bauvorhaben stiftete der Fürstbischof selbst 5600 Gulden. Durch eine Sonderbesteuerung des Klerus in der Diözese konnten weitere 100 000 Gulden aufgebracht werden. Christof Gessinger konnte somit die Pläne entwerfen. Nach vielen Zwistigkeiten um den eigenwilligen Baumeister konnte der Seminarbau 1735 vollendet werden. Dieses Seminar ist die herausragende Leistung des Fürstbischofs für die Priesterbildung in seinem Bistum.

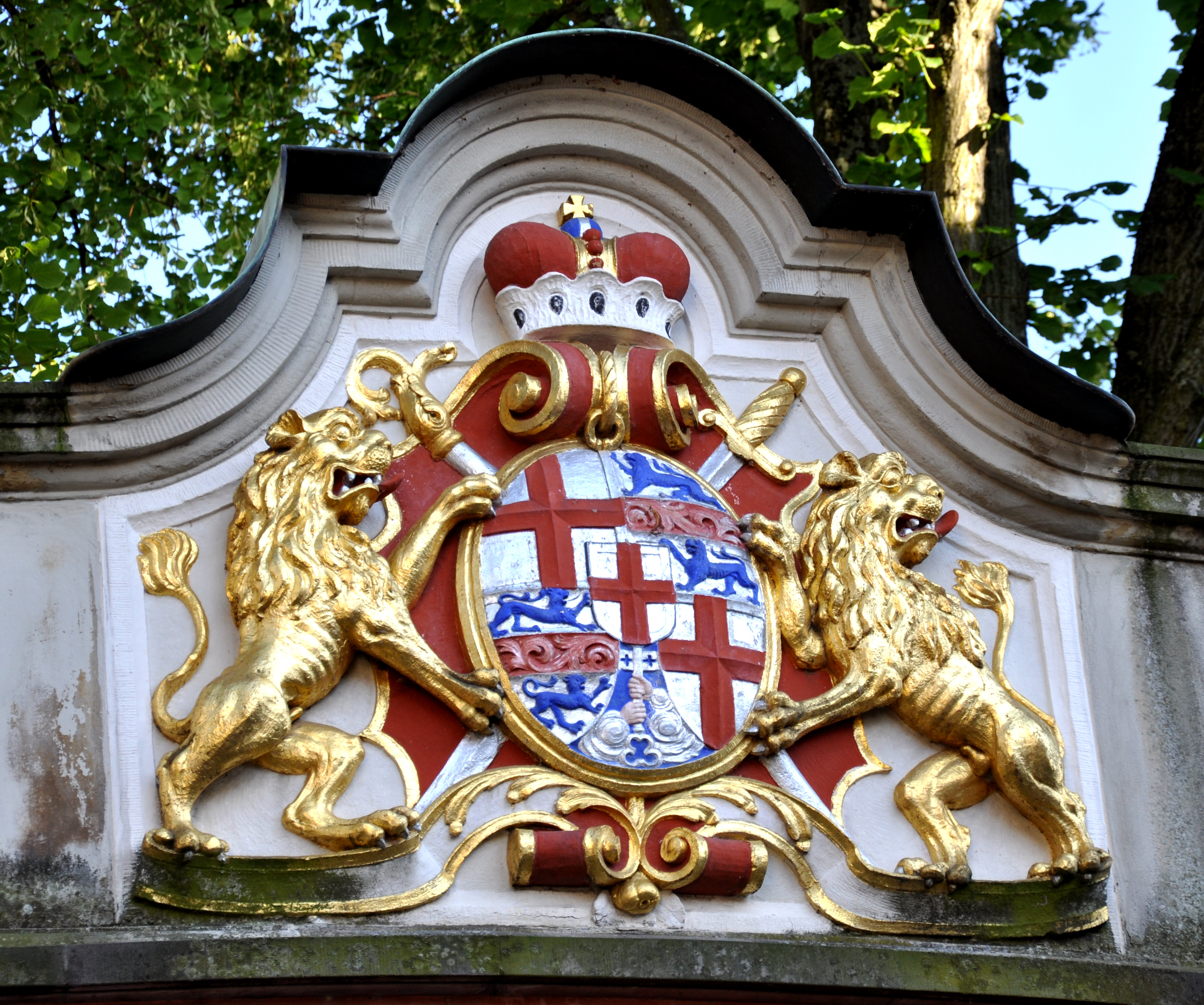
Wappen des Bischofs am Meersburger Neuen Schloss

Auch die Anfänge des Neuen Schlosses in Meersburg gehen auf Johann Franz und seinen Baumeister Gessinger zurück. Noch heute zeugt das große Wappen in prächtiger Ausführung davon. Fortgeführt wurde der Bau allerdings erst durch seinen Nachfolger Kardinal Schönborn. Die Pläne Gessingers wurden dazu von Balthasar Neumann überarbeitet und abgeändert. Die Vollendung erfolgte unter Bischof Kardinal Franz Konrad von Rodt. Trotzdem geht die lockere Grundform des Gebäudekomplexes und sein stadtprägende Eleganz auf Christof Gessinger zurück.

## Familie
Ein wichtiger Faktor im Leben von Johann Franz war die Familie. Er betonte den Zusammenhalt und war stets an der Erhaltung des Rufes interessiert. Er taucht immer wieder in Erbverhandlungen auf und sorgte weiters auch für Neffen und Nichten in der großen Verwandtschaft. Dem damaligen Domherrn war bei der Teilung der Familiengüter unter den fünf Brüdern im Jahre 1698 zusammen mit dem jüngsten Bruder Johann Friedrich die Herrschaften Wilflingen und Egelfingen zugefallen. Aus seinem Familiensinn herrührend kann man auch die Tatsache bemerken, dass er jahrelang auf die Einkünfte aus diesen Herrschaften verzichtete um die Schuldenlast seines jüngeren Bruders, dem Johanniter, zu mildern.
Die Brüder kauften gemeinsam 1697 die Herrschaft Geislingen (Zollernalbkreis) hinzu und gaben dafür das aus mütterlichem Erbe stammende Wernau ab, 1708 verkaufte Johann Albrecht die Herrschaft Dießen bei Horb am Neckar und 1716 kaufte er die Allodien von Eberstall. Die Masse der Güter für die Familie zu erhalten, war ein Anliegen des Fürstbischofs. Der Erbvertrag, den die fünf Brüder am 30. Oktober 1717 in Dillingen an der Donau abschlossen, ist in Sprache und Inhalt absolut als sein Werk zu erkennen.
Auch sein Testament von 1734 sprüht von Familiensinn. Er setzte Legate für Neffen und Nichten aus, die Gelder für den Seminarbau schenkte er der Diözese unter der Bedingung, dass die Familie einen Kleriker stellen sollte, seinen Domherrenhof in Würzburg erhielt der Neffe Franz Wilhelm und neben weiteren Stiftungen sollten auch die Kirchen in Lautlingen, Wilflingen und Rißtissen je 150 Gulden erhalten. In diesem Dokument zeigt sich, dass der sparsame Fürstbischof seinen persönlichen Wohlstand vermehren konnte.

## Wappen

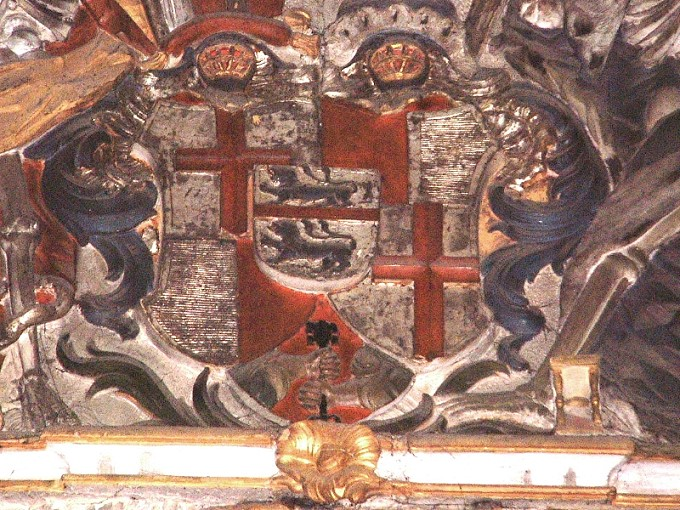
Epitaph-Wappen

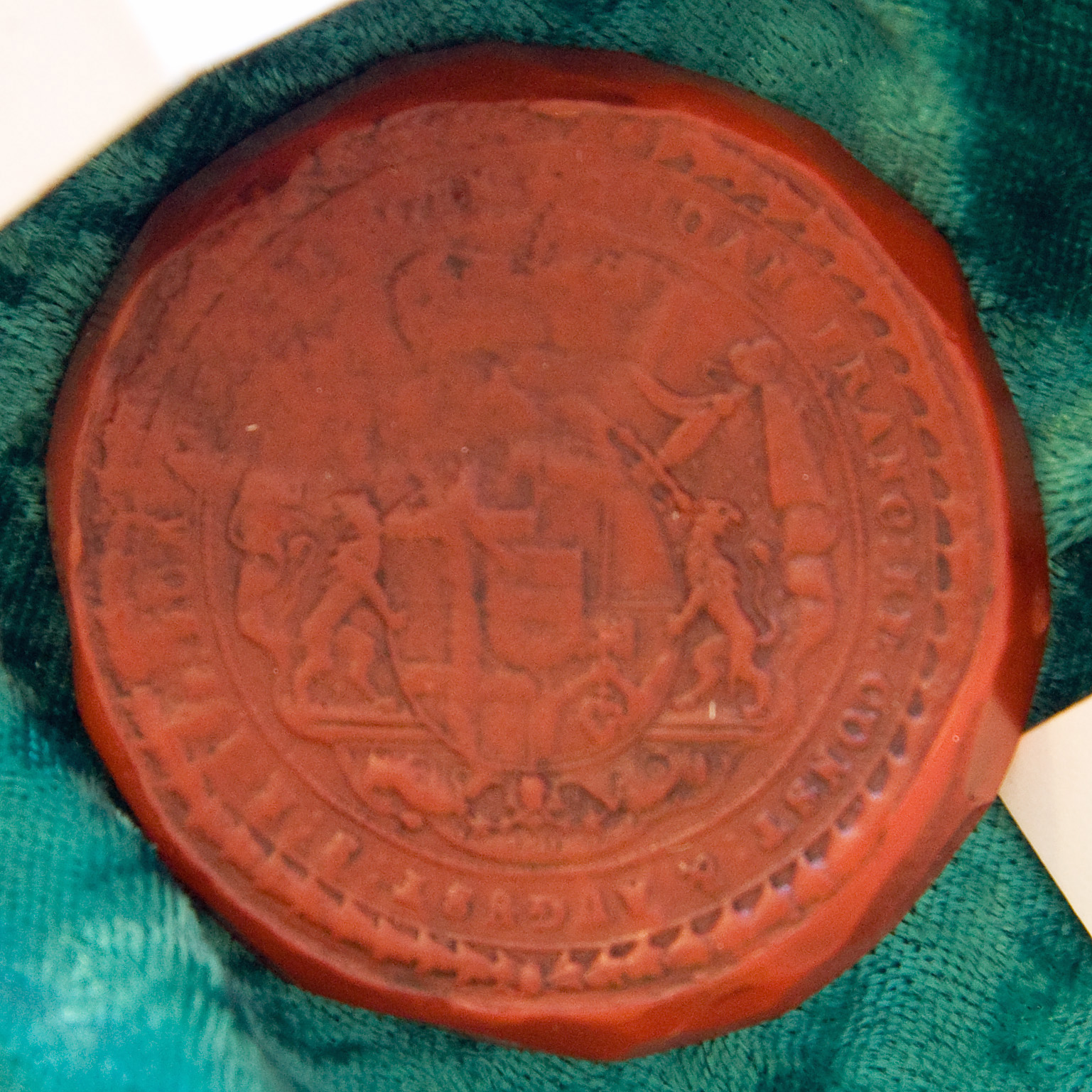
Siegel im Neuen Schloss Meersburg

Das Wappen des Bischofs zeigt einen quadrierten Schild mit eingepfropfter Spitze, belegt mit einem Herzschild. Der Herzschild silbern, mit einem schmalen roten Balken geteilt, darüber und darunter jeweils ein schreitender blauer Löwe (Stauffenberg), im ersten und vierten Feld in Silber ein durchgehendes rotes Kreuz (1. Bistum Konstanz, 4. Kloster Reichenau), das zweite und dritte Feld gespalten, vorne rot, hinten silbern (Bistum Augsburg), in der eingepfropften Spitze in Rot zwei aus (silbernen?) Wolken hervorgehende Hände, die einen silbernen Schlüssel mit doppeltem Bart emporhalten (Stift Öhningen).